# UAE Arabian Gulf League
UAE Football League (w skrócie UFL) – najwyższa klasa rozgrywkowa w piłce nożnej w Zjednoczonych Emiratach Arabskich. Skupia 14 najlepszych drużyn tego kraju. Pierwsza edycja miała miejsce w 1973.

## Kluby w sezonie 2021/2022
- Ajman Club
- Al-Ain FC
- Al Dhafra FC
- Al-Jazira Club
- Al-Nasr Dubaj
- Al-Uruba Club
- Al-Wahda FC
- Al-Wasl FC
- Baniyas SC
- Chur Fakkan Club
- Emirates Club
- Ittihad Kalba
- Nadi asz-Szarika
- Shabab Al-Ahli

## Zwycięzcy UAE Football League
| - 1973/1974: Al-Orouba SC - 1974/1975: Al-Ahli Dubaj - 1975/1976: Al-Ahli Dubaj - 1976/1977: Al-Ain FC - 1977/1978: Al-Nasr Dubaj - 1978/1979: Al-Nasr Dubaj - 1979/1980: Al-Ahli Dubaj - 1980/1981: Al-Ain FC - 1981/1982: Al-Wasl Dubaj - 1982/1983: Al-Wasl Dubaj - 1983/1984: Al-Ain FC - 1984/1985: Al-Wasl Dubaj - 1985/1986: Al-Nasr Dubaj |  | - 1986/1987: Nadi asz-Szarika - 1987/1988: Al-Wasl Dubaj - 1988/1989: Nadi asz-Szarika - 1989/1990: Ash-Shabab Dubaj - 1990/1991: Nie wyłoniono - 1991/1992: Al-Wasl Dubaj - 1992/1993: Al-Ain FC - 1993/1994: Nadi asz-Szarika - 1994/1995: Ash-Shabab Dubaj - 1995/1996: Nadi asz-Szarika - 1996/1997: Al-Wasl Dubaj - 1997/1998: Al-Ain FC - 1998/1999: Al-Wahda Abu Zabi |  | - 1999/2000: Al-Ain FC - 2000/2001: Al-Wahda Abu Zabi - 2001/2002: Al-Ain FC - 2002/2003: Al-Ain FC - 2003/2004: Al-Ain FC - 2004/2005: Al-Wahda Abu Zabi - 2005/2006: Al-Ahli Dubaj - 2006/2007: Al-Wasl Dubaj - 2007/2008: Ash-Shabab Dubaj - 2008/2009: Al-Ahli Dubaj - 2009/2010: Al-Wahda Abu Zabi - 2010/2011: Al-Jazira Abu Zabi - 2011/2012: Al-Ain FC |  | - 2012/2013: Al-Ain FC - 2013/2014: Al-Ahli Dubaj - 2014/2015: Al-Ain FC - 2015/2016: Al-Ahli Dubaj - 2016/2017: Al-Jazira Club - 2017/2018: Al-Ain FC - 2018/2019: Nadi asz-Szarika - 2019/2020: Nie wyłoniono - 2020/2021: Al-Jazira Club |

## Liczba tytułów
|    | Klub              | Mistrz | Wicemistrz |
| 1  | Al-Ain FC         | 13     | 8          |
| 2  | Al-Wasl Dubaj     | 7      | 8          |
| 3  | Shabab Al-Ahli    | 7      | 4          |
| 4  | Nadi asz-Szarika  | 6      | 7          |
| 5  | Al-Wahda Abu Zabi | 4      | 3          |
| 6  | Al-Jazira Club    | 3      | 5          |
| 7  | Al-Nasr Dubaj     | 3      | 4          |
| 8  | Ash-Shabab Dubaj  | 3      | 1          |
| 9  | Nadi asz-Szab     | 0      | 3          |
| 10 | Baniyas SC        | 0      | 1          |

### Strzelcy wszech czasów
|   | Narodowość                                                  | Imię                         | Klub                                                   | Lata                | Gole | l.występów |
| - | ----------------------------------------------------------- | ---------------------------- | ------------------------------------------------------ | ------------------- | ---- | ---------- |
| 1 | Zjednoczone Emiraty Arabskie                                | Fahad Khamis                 | Al-Wasl Dubaj                                          | 1980–1997           | 165  | 230        |
| 2 | Zjednoczone Emiraty Arabskie                                | Mohammad Omar                | Al-Wasl Dubaj Al-Ain Al-Jazira Al-Dhafra Al-Nasr Ajman | 1992–2011           | 132  | 237        |
| 3 | Zjednoczone Emiraty Arabskie                                | Adnan Al Talyani             | Al Shaab                                               | 1980–1999           | 129  | 232        |
| 4 | Zjednoczone Emiraty Arabskie                                | Abdulaziz Mohamed            | Al Sharjah                                             | N/A–2002            | 127  | N/A        |
| 5 | Zjednoczone Emiraty Arabskie · Zjednoczone Emiraty Arabskie | Youssouf Atiq Ahmed Abdullah | Al-Ahli Dubaj Al-Ain                                   | 1988–2002 1978–1995 | 117  | N/A        |